# Оукдејл (Небраска)
Оукдејл (енгл. Oakdale) град је у америчкој савезној држави Небраска.

## Демографија
По попису из 2010. године број становника је 322, што је 23 (-6,7%) становника мање него 2000. године.
| Група             | 2000.       | 2010.       |
| Белци             | 340 (98,6%) | 296 (91,9%) |
| Афроамериканци    | 0 (0,0%)    | 4 (1,2%)    |
| Азијати           | 0 (0,0%)    | 0 (0,0%)    |
| Хиспаноамериканци | 2 (0,6%)    | 17 (5,3%)   |
| Укупно            | 345         | 322         |